# Artem Bucki
Artem Wiaczesławowycz Bucki (ukr. Артем Вячеславович Буцький; ur. 24 sierpnia 1981 w Połtawie) – ukraiński koszykarz, występujący na pozycji rozgrywającego, reprezentant kraju.

## Osiągnięcia
Stan na 16 kwietnia 2022, na podstawie, o ile nie zaznaczono inaczej.

### Drużynowe
- Mistrz Ukrainy (2017)
- Wicemistrz Ukrainy (2006)
- Brązowy medalista mistrzostw Ukrainy (2012, 2013)
- Zdobywca pucharu:
  - Ukrainy (2015)
  - Superligi Ukrainy (2013)
- Finalista pucharu:
  - Superligi Ukrainy (2012, 2016)
  - Ukrainy (2003, 2006, 2017)
  - UBL (2009)
- Uczestnik rozgrywek międzynarodowych Eurocup Final Four (2006)

### Indywidualne
- Największy postęp ligi ukraińskiej (2005)
- Uczestnik meczu gwiazd ligi ukraińskiej (2012)

### Reprezentacja
Seniorska
- Uczestnik:
  - mistrzostw Europy (2005 – 13. miejsce)
  - kwalifikacji do Eurobasketu (2007, 2009)

Młodzieżowe
- Wicemistrz uniwersjady (2005)